# بطولة باوليستا 1920
بطولة باوليستا 1920 هو موسم من بطولة باوليستا. كان عدد الأندية المشاركة فيه 10، وفاز فيه نادي بالميراس.